# Color Humano 2 (álbum)
Color Humano 2 es el segundo álbum de Color Humano, editado en 1973 por el sello Talent.
El título es simplemente Color Humano, aunque se lo conoce como 2.
En un principio el disco iba a ser doble pero, finalmente, la discográfica decidió lanzarlo como dos discos separados, siendo esta la primera parte. 
Fue grabado entre marzo y junio de 1973 en los Estudios Phonalex.

## Lista de temas
1. Sangre del sol
2. La tierra del gitano
3. Pascual tal cual
4. Humanoides (Rinaldo Rafanelli)
5. Va a salir un lugar
6. Un Blues para Adelina

- Todos los temas compuestos por Edelmiro Molinari, excepto el indicado

## Créditos
- Edelmiro Molinari - voz, guitarras, percusión en "Sangre del sol" y piano en "Humanoides".
- Rinaldo Rafanelli - bajo, segunda voz, percusión en "Sangre del sol" y órgano en "Humanoides".
- Oscar Moro - batería y percusión

invitado: 
- Egle Martin - percusión en "Sangre del sol".

- Datos: Q5777967